# Rosenbergia scutellaris
Rosenbergia scutellaris är en skalbaggsart som beskrevs av Aurivillius 1924. Rosenbergia scutellaris ingår i släktet Rosenbergia och familjen långhorningar. Inga underarter finns listade i Catalogue of Life.